# Train-tram
Ne doit pas être confondu avec Tram-train ou trains-tramways.
 (juillet 2011).
Si vous disposez d'ouvrages ou d'articles de référence ou si vous connaissez des sites web de qualité traitant du thème abordé ici, merci de compléter l'article en donnant les références utiles à sa vérifiabilité et en les liant à la section « Notes et références ».

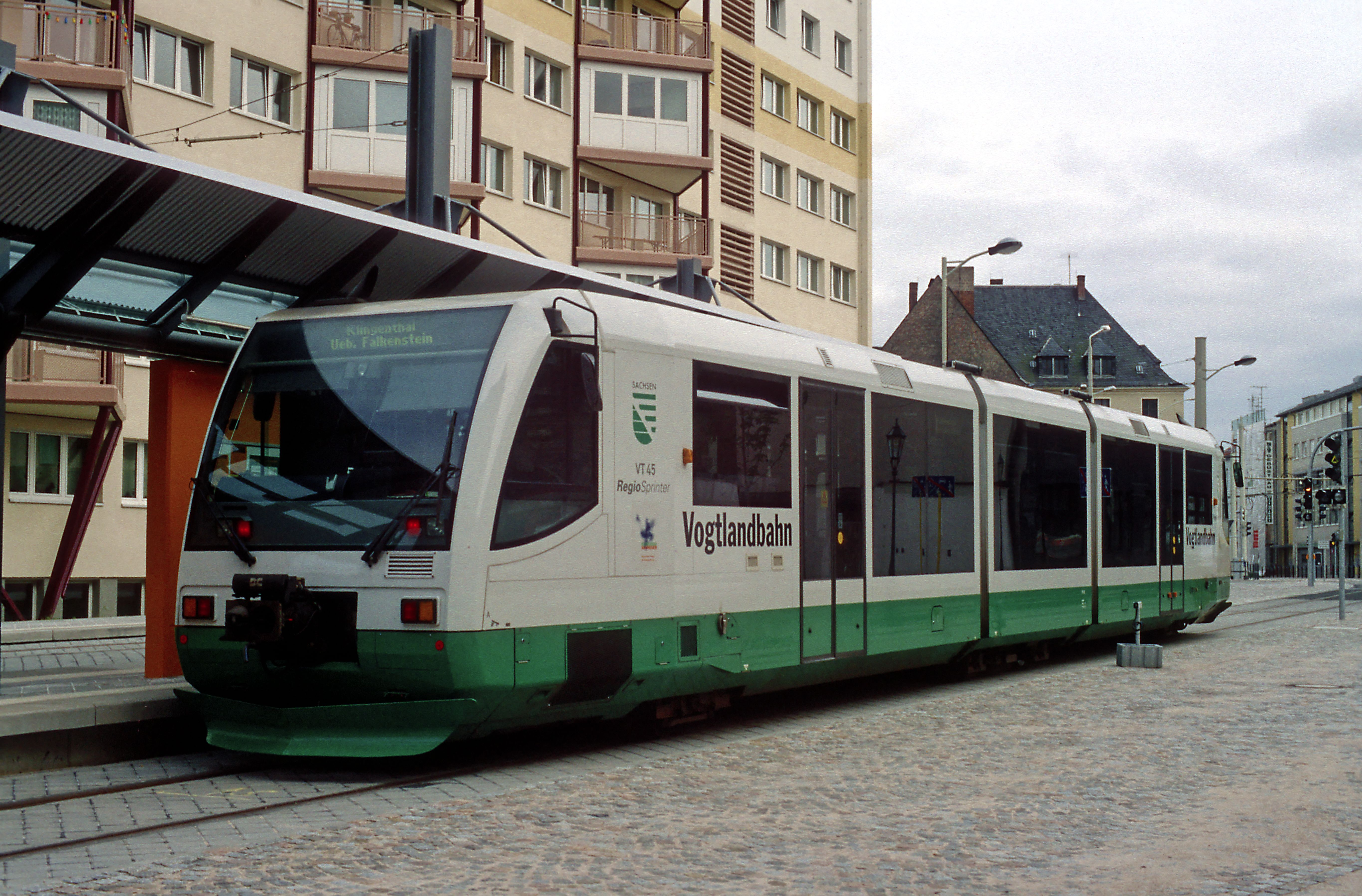
L'un des « Regiosprinter » modernisés pour fonctionner selon BO Strab sur la voie du quai.

Le train-tram est un système de transport public à la démarche identique au tram-train, mais ayant une approche technologique inverse à celui-ci : il s’agit de faire entrer un train en ville sur des voies de type tramway en l'adaptant aux normes de ce dernier.

## Définition
1. En Allemagne, il s'agit d'une ligne ou d'un réseau offrant une desserte sans rupture de charge entre la ville-centre et le périurbain, à la démarche technologique inverse au modèle de Karlsruhe en faisant pénétrer en ville sur les voies d'un réseau de tramway un matériel ferroviaire léger sous législation EBO adapté à la législation BOStrab pour circuler sur les voies du tramway.
2. Véhicule qui circule sur ce type de ligne ou réseau.

## Modèle de Zwickau

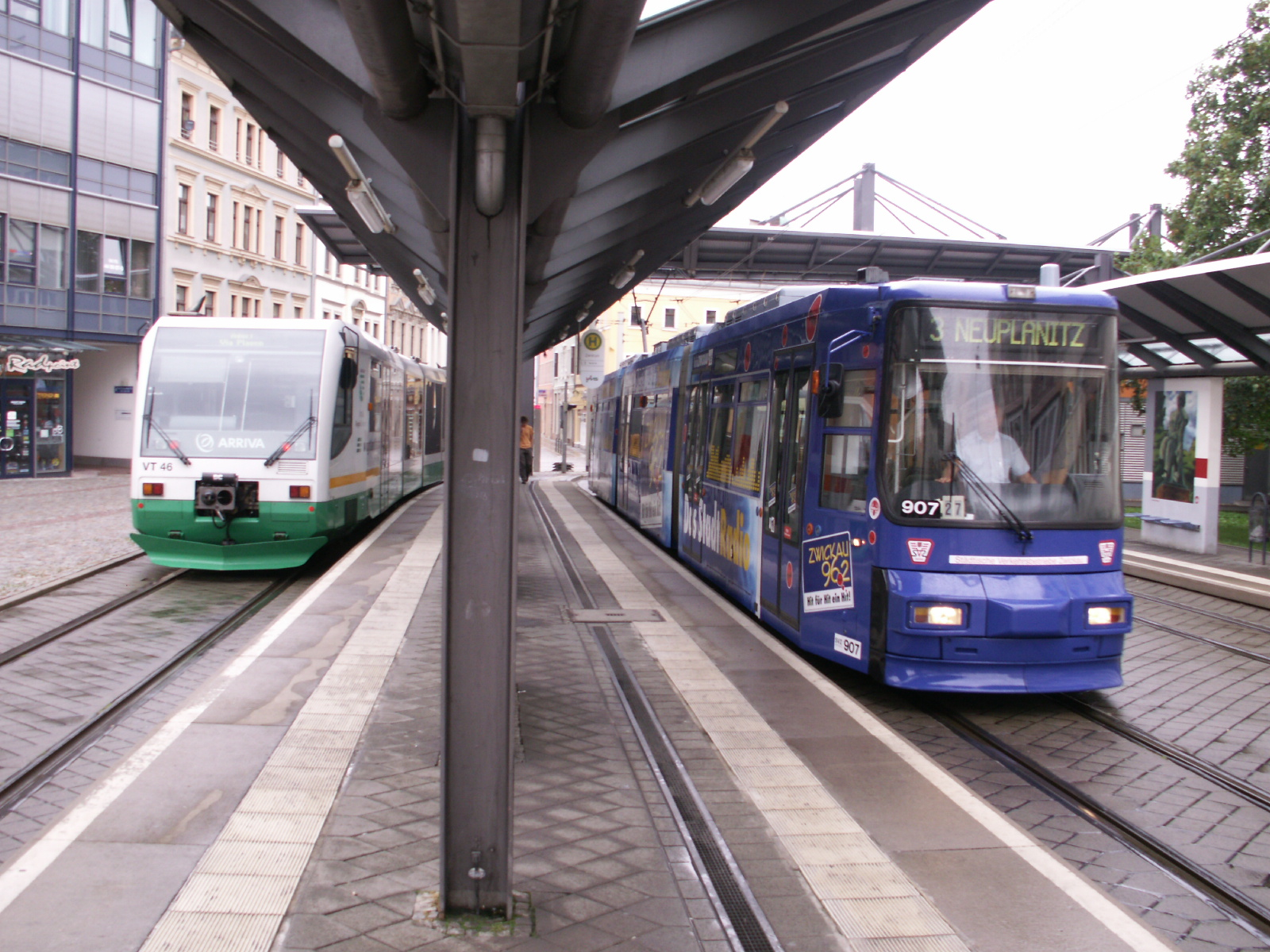
Terminus de Zwickau Zentrum, comme à l'arrêt Stadthalle, les trains du Vogtlandbahn et les tramways urbains possèdent chacun leur quai propre.

Dans une démarche identique au modèle du tram-train, la ville de Zwickau a mis en service le 28 mai 1999 une liaison entre le réseau ferroviaire régional du chemin de fer du Vogtland (de) et le réseau de  tramway urbain de Zwickau, le but étant d'offrir une desserte entre la ville-centre et le périurbain sans rupture de charge.
Pour ce faire, les trains du Vogtlandbahn desservent la gare centrale de Zwickau (de) puis empruntent les voies du réseau de tramway urbain entre les arrêts Stadthalle et Zentrum (centre). La section entre ces arrêts a été totalement reconstruite avec d'une part la mise à 3 files de rails (le réseau urbain étant à l'écartement métrique) et une adaptation du gabarit pour  permettre le passage des trains du Vogtlandbahn. Cependant, les trains du Vogtlandbahn  et les tramways urbains ne partagent pas les plateformes aux arrêts, les trains disposent de leur propre plateforme séparée de celle des tramways urbains aux arrêts Stadthalle et Zentrum et les trains ne marquent pas l'arrêt aux 2 arrêts intermédiaires (Steinkohlenwerk/GAC et IHK/Saarstraße).
Le matériel utilisé est de deux types, RegioSprinter (de) et Regio-Shuttle RS1. Ces véhicules ferroviaires autorails légers pour ligne ferroviaire d'intérêt local, sous législation EBO (de), la législation régulant la construction et l'opération des lignes ferroviaires en Allemagne, ont dû être adaptés pour circuler sur le réseau de tramway urbain placé sous législation BOStrab (de), la législation régulant la construction et l'opération des tramways et métros en Allemagne. Ces modifications incluent entre autres l'ajout de clignotants, d'une cloche.

## Caractéristiques techniques

### Infrastructure

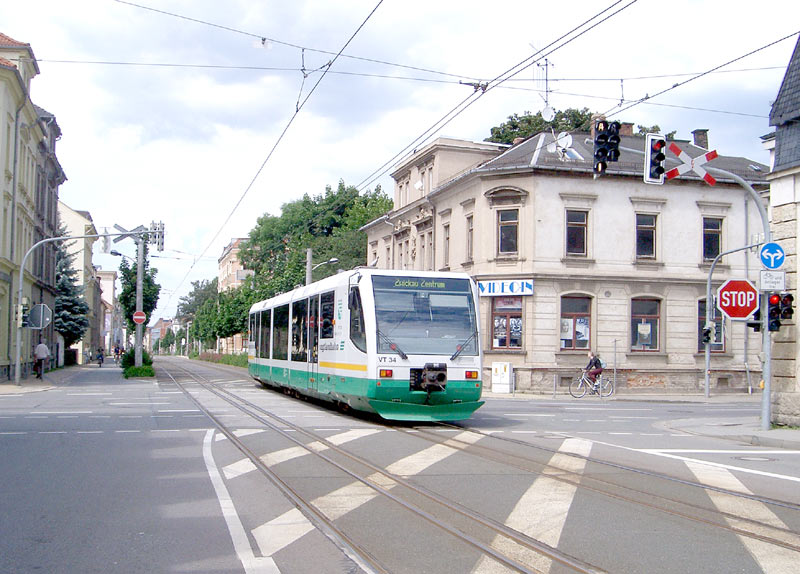
Train RegioSprinter du Vogtlandbahn sur la section urbaine à Zwickau.

Le système train-tram nécessite un tronçon de voie nouvelle permettant d’interconnecter physiquement le réseau ferroviaire et le réseau urbain. La circulation d’un véhicule unique sur des infrastructures régionales et urbaines, aux caractéristiques souvent différentes, peut imposer des adaptations des caractéristiques des infrastructures urbaines (entraxe des voies, hauteur des quais, écartement des rails). L’absence de réseau urbain, représente une situation particulièrement avantageuse d’un point de vue technique, puisqu’elle permet de concevoir, dès le départ, des sections de voies urbaines conçues pour la circulation de véhicules ferroviaires légers.

### Véhicule
Les véhicules train-tram sont des véhicules ferroviaires légers à traction diesel ou alimentation électrique, munis d’installations supplémentaires, telles que des freins plus puissants ou des clignotants leur garantissant l’homologation pour être autorisé à circuler sur des voiries urbaines. Leurs performances sont ainsi identiques à celles des véhicules tramways, tout en restant des véhicules ferroviaires. Ils répondent pleinement aux normes de sécurité et aux exigences de signalisation propres à la circulation sur les réseaux urbains. Ces véhicules circulent avec une vitesse maximale de 40 km/h sur les tronçons en exploitation mixte. Leur vitesse sur la ligne ferroviaire est en général de 120 km/h au maximum.
Les véhicules Regiosprinter, construits par Siemens entre 1996 et 1997 sont des véhicules légers au sens des normes ferroviaires allemandes. Ils disposent d’une résistance de caisse vis-à-vis d’un effort longitudinal de 600 kN, alors que les trains classiques ont une résistance de 1 500 kN. Initialement prévu pour la ville de Zwickau (Allemagne), la pression exercée par les sociétés ferroviaires régionales qui exigeaient des caractéristiques « pleinement » ferroviaires, a obligé Siemens à stopper la construction de ces véhicules. Les nouveaux véhicules diesels comparables sont donc des véhicules ferroviaires à part entière (Lint, Desiro, Regioshuttle, Talent, GTW2/6-2/8).

## Exemples
Le réseau de la ville de Zwickau peut être considéré comme le premier exemple de train-tram en Europe, l’unique projet comparable existant à Camden-Trenton dans le New Jersey (USA) avec la Riverline. Sa première mise en service date de 1999. La ville de Zwickau dispose d’un réseau urbain à écartement de voies métriques, ce qui rend l’interconnexion avec les infrastructures ferroviaires difficile. Toutefois grâce à la construction d’un troisième rail sur la portion urbaine il a été possible de faire circuler les véhicules diesel de type Regiosprinter dans le centre-ville et de proposer ainsi une liaison directe entre la région, la périphérie et le centre-ville. L’infrastructure urbaine est utilisée aussi bien par le train-tram que par le tramway. 
En 2001, la capitale canadienne d’Ottawa a mis en service une ligne de 8 km entre la banlieue sud et la ville centrale avec des rames Bombardier Talent sur une ligne existante du Canadien Pacifique. Les projets futurs prévoient un trajet au centre-ville sur rue ou dans un tunnel. La ville d’Aix-la-Chapelle (Allemagne) prévoit également la mise en œuvre du système de train-tram sur une portion urbaine avec circulation de véhicules de type Talent (Euregiobahn). Aussi bien à Aix-la-Chapelle que dans les villes nord-américaines où le système existe déjà, la composante « tramway » fait à présent défaut puisque seuls des véhicules ferroviaires circulent dans la ville par l’intermédiaire d’une infrastructure qui leur est propre.
La communauté valencienne FGV (Espagne) a mis en service en 2006 un Tren-Tram circulant entre Alicante et Denia. C’est un tramway pouvant aller jusqu’à 100 km/h en service commercial (même si actuellement il n’a encore reçu l’agrément et ne roule que jusqu’à 60 km/h).
Compte tenu de l'utilisation du strict réseau ferroviaire existant (étoile ferroviaire de Limoges et étoile ferroviaire de Brive-la-gaillarde), même pour les dessertes urbaines des deux agglomérations, le projet de Tram-train limousin tend à s'apparenter à un train-tram.

## Trains-tramways
Les trains-tramways de la Compagnie du Nord étaient des rames  légères à traction à vapeur fonctionnant avec un personnel réduit qui circulaient dans les années 1900 dans la banlieue Nord de Paris et autour de Lille sans emprunter les voies du réseau urbain.